# Asperdaphne walcotae
Asperdaphne walcotae is een slakkensoort uit de familie van de Raphitomidae. De wetenschappelijke naam van de soort is voor het eerst geldig gepubliceerd in 1893 door Sowerby III.